# حكم الزمن (مسلسل)
حكم الزمن مسلسل كويتي، من إخراج كنعان حمد.

## الممثلون
- إبراهيم الحربي.
- باسمة حمادة.
- محمد العجيمي.
- فيصل الفرج.
- زهرة عرفات.
- وفاء الحكيم.
- لطيفة المجرن.
- جاسم الصالح.
- أحمد الهزيم.
- فوزية عزت.
- عبد الله غلوم.
- باسم عبد الأمير.
- نبيلة العلي.
- عبد الله الباروني.
- نسرين خورشيد.
- عبد الله فريد.
- فاطمة سالم.
- مناف عبدال.
- لؤي مقدم.
- دخيل النبهان.
- سعد صالح.
- طلال العوده.
- عبد الله السعيدي.
- طاهر النجادة.
- منير الزعبي.
- سعد كنعان.
- حمزة الشيمي.[1]